# 1597 Laugier
Az 1597 Laugier (ideiglenes jelöléssel 1949 EB) a Naprendszer kisbolygóövében található aszteroida. Louis Boyer fedezte fel 1949. március 7-én, Algírban.